# Rituksimab
Rituksimab (lastniško ime MabThera) je himerno monoklonsko protitelo in je usmerjeno proti površinskim antigenom CD20 limfocitov B. Rituksimab uničuje limfocite B in se uporablja za zdravljenje bolezni, za katere je značilno povišano število ali prevelika aktivnost limfocitov B ali pa tvorba nefunkcionalnih limfocitov B.

## Mehanizem delovanja
Rituksimab je himerno monoklonsko protitelo in je usmerjeno proti površinskim antigenom CD20 limfocitov B. CD20 regulira začetek celičnega ciklusa, verjetno pa deluje tudi kot kalcijev kanalček. Rituksimab se veže na antigen na celični površini in aktivira od komplementa odvisno celično citotoksičnost. Prav tako se veže na receptor Fc in povzroči celično smrt z od protitelesa odvisno citotoksičnostjo.

## Uporaba
Rituksimab uničuje tako normalne kot maligne limfocite B. Zato se lahko uporablja pri boleznih s povišanim številom limfocitov B, preveliko aktivnostjo limfocitov B in pri boleznih, pri katerih se tvorijo nefunkcionalni limfociti B.
Rituksimab se uporablja pri:
- levkemijah
- limfomih (npr. Hodgkinov limfom)
- multiplih mielomih
- revmatoidnem artritisu (v kombinaciji z metotreksatom)